# Seznam následníků trůnu
Toto je seznam následníků trůnů po celém světě.

## Seznam následníků trůnu
| Země | Portrét | Erb | Jméno následníka trůnu   | Titul(y) | Datum narození (věk)        | Následníkem trůnu od | Vztah k panovníkovi                                                                               |
| --- | ------- | --- | ------------------------ | --- | --------------------------- | -------------------- | ------------------------------------------------------------------------------------------------- |
| Bahrajn |         |     | Salmán                   | Bahrajnský korunní princ, předseda vlády | 21. října 1969 (55 let)     | 6. března 1999       | Nejstarší syn krále Hamada bin Ísy Ál Chalífy                                                     |
| Belgie |         |     | Elisabeth                | Belgická princezna, vévodkyně z Brabantu | 25. října 2001 (23 let)     | 21. července 2013    | Nejstarší dítě krále Filipa                                                                       |
| Bhútán |         |     | Džigme Namgjal Wangčhug  | Bhútánský korunní princ, bhútánský dračí princ | 5. února 2016 (9 let)       | 5. února 2016        | Starší syn krále Džigmeho Khesara Namgjela Wangčhuga                                              |
| Brunej |         |     | Al-Muhtadee Billah       | Brunejský korunní princ | 17. února 1974 (51 let)     | 17. února 1974       | Nejstarší syn sultána Hassanala Bolkiaha                                                          |
| Dánsko |         |     | Christian                | Dánský korunní princ, hrabě z Monpezat | 15. října 2005 (19 let)     | 14. ledna 2024       | Nejstarší dítě krále Frederika X.                                                                 |
| Jordánsko |         |     | Husajn bin Abdalláh      | Jordánský korunní princ | 28. června 1994 (30 let)    | 28. listopadu 2004   | Starší syn krále Abdalláha II.                                                                    |
| Kuvajt |         |     | Sabah al-Chálid al-Sabah | šejk, kuvajtský korunní princ | 3. března 1953 (72 let)     | 2. června 2024       | Bratranec z druhého kolene Mišala al-Ahmad al-Džábir as-Sabáh, nevlastní synovec z matčiny strany |
| Lesotho |         |     | Lerotholi Seeiso         | Lesothský korunní princ | 18. dubna 2007 (18 let)     | 18. dubna 2007       | Jediný syn krále Letsieho III.                                                                    |
| Lichtenštejnsko |         |     | Alois                    | Lichtenštejnský dědičný kníže, hrabě z Rietbergu | 11. června 1968 (56 let)    | 13. listopadu 1989   | Nejstarší syn knížete Hanse Adama II.                                                             |
| Lucembursko |         |     | Guillaume                | Lucemburský dědičný velkovévoda | 11. listopadu 1981 (43 let) | 7. října 2000        | Nejstarší dítě velkovévody Jindřicha                                                              |
| Monako |         |     | Jakub                    | Monacký dědičný kníže, markýz z Baux | 10. prosince 2014 (10 let)  | 10. prosince 2014    | Jediný legitimní syn knížete Alberta II.                                                          |
| Maroko |         |     | Mulaj Hassan             | Marocký korunní princ | 8. května 2003 (22 let)     | 8. května 2003       | Jediný syn krále Muhammada VI.                                                                    |
| Nizozemsko |         |     | Catharina-Amalia         | Kněžna z Oranžska | 7. prosince 2003 (21 let)   | 30. dubna 2013       | Nejstarší dcera krále Viléma-Alexandra                                                            |
| Norsko |         |     | Haakon Magnus            | Norský korunní princ | 20. července 1973 (51 let)  | 17. ledna 1991       | Jediný syn krále Haralda V.                                                                       |
| Omán |         |     | Thejazin                 | Sajjid, ománský korunní princ | 21. srpna 1990 (34 let)     | 12. ledna 2021       | Starší syn sultána Hajthama bin Tárika                                                            |
| Saúdská Arábie |         |     | Muhammad                 | Saúdskoarabský korunní princ předseda vlády | 31. srpna 1985 (39 let)     | 21. června 2017      | Syn krále Salmána bin Abd al-Azíze                                                                |
| Spojené arabské emiráty |         |     | Cháled                   | korunní princ z Abú Zabí | 8. ledna 1982 (43 let)      | 5. března 2023       | Nejstarší syn Muhammada ibn Zájid Ál Nahján                                                       |
| Švédsko |         |     | Viktorie                 | Švédská korunní princezna, vévodkyně z Västergötlandu | 14. července 1977 (47 let)  | 1. ledna 1980        | Nejstarší dítě krále Karla XVI. Gustava                                                           |
| Tonga |         |     | Tupoutoʻa ʻUlukalala     | Tonžský korunní princ | 17. září 1985 (39 let)      | 18. března 2012      | Nejstarší syn krále Tupoua VI.                                                                    |
| Antigua a Barbuda Austrálie Bahamy Belize Grenada Jamajka Kanada Nový Zéland Papua Nová Guinea Svatý Kryštof a Nevis Svatá Lucie Svatý Vincenc a Grenadiny Šalomounovy ostrovy Spojené království Tuvalu |         |     | William                  | Princ z Walesu, vévoda z Cornwallu, vévoda z Rothesay, hrabě z Chesteru, hrabě z Carricku, baron z Renfrew, pán Ostrovů a princ skotský (Současný držitel je také vévodou z Cambridge, hraběteme ze Strathearnu a baronem Carrickfergusem.) | 21. června 1982 (42 let)    | 8. září 2022         | Starší syn krále Karla III.                                                                       |

## Současní panovníci bez zjevného následníka trůnu
| Země      | Současný panovník                           | Důvod                                                            | Současný domnělý dědic                     | Vztah                                   |
| --------- | ------------------------------------------- | ---------------------------------------------------------------- | ------------------------------------------ | --------------------------------------- |
| Andorra   | Spolukníže Andorry Joan Enric Vives Sicília | Nástupce musí jmenovat papež.                                    | Žádný                                      | Žádný                                   |
| Andorra   | Spolukníže Andorry Emmanuel Macron          | Nástupce musí zvolit francouzští občané.                         | Žádný                                      | Žádný                                   |
| Kambodža  | Král Norodom Sihamoni                       | Bude zvolen nový panovník.                                       | Žádný                                      | Žádný                                   |
| Japonsko  | Císař Naruhito                              | Císař nemá žádné syny.                                           | Fumihito, princ Akišino                    | Mladší bratr                            |
| Malajsie  | Jang di-Pertuan Agong Abdullah              | Bude zvolen nový panovník.                                       | Nazrin Šah, sultán perakský                | Zástupce Jang di-Pertuan Agong (zvolen) |
| Katar     | Emír Tamím bin Hamad Ál Thání               | Nástupce musí být zvolen.                                        | Zástupce emíra Abdullah bin Hamad Ál Thání | Nevlastní bratr                         |
| Španělsko | Král Filip VI.                              | Král nemá žádné syny.                                            | Leonor, kněžna z Asturie                   | Nejstarší dcera                         |
| Svazijsko | Král Mswati III.                            | Nástupce musí být zvolen.                                        | Žádný                                      | Žádný                                   |
| Thajsko   | Král Rama X.                                | Král má několik dětí, ale žádné není jmenováno korunním princem. | Dipangkorn Rasmijoti                       | Legitimní syn                           |
| Vatikán   | Papež Lev XIV.                              | Nástupce musí být zvolen.                                        | Žádný                                      | Žádný                                   |